# Arseasfora
Arseasfora (em armênio: Ալաեաց փոր; romaniz.: Arseac’p’or) ou Asisfori (em georgiano: ასისპორი; romaniz.: Asisp’ori), mais tarde chamado Parcali (Պարխալի, Parχali),  segundo a Geografia de Ananias de Siracena (século VII), foi o maior gavar (cantão) da província de Taique, no Reino da Armênia. Compreendia uma área de 2 250 quilômetros quadrados no vale do curso médio do rio Choruque e tomou seu nome da vila de Arsique (atual Ersis) situada num pequeno riacho que deságua no Choruque pela direita. Em 591, o imperador Maurício recebeu vastas porções da Armênia sassânida em compensação da ajuda militar prestada ao xainxá Cosroes II (r. 590–628). Todos os distrito que compunham Taique foram incluídos na província recém-fundada da Armênia Profunda. Entre 786 e 807, Baixo Tao (Taique), junto com Arseasfora no Alto Tao, passou ao ramo ibérico dos bagrátidas.